# Oligoaeschna amata
Oligoaeschna amata – gatunek ważki z rodziny żagnicowatych (Aeshnidae).